# 安舜
安舜（《三国史记·新羅本紀》作安胜），高句丽宝藏王高藏外孙，高句麗大臣淵淨土（渊盖苏文之弟）之子。

## 生平
670年，高句丽故地发生贵族钳牟岑（《三国史记》作剑牟岑）纠集的叛乱，失败后，安舜杀之并南逃新罗。
新罗文武王八月册封安胜为高句丽王，册文称赞其“流离辛苦，迹同晋文；更兴亡国，事等卫侯”，希望“永为邻国，事同昆弟”；安胜等也表示“愿作藩屏，永世尽忠”。674年，新罗改封安胜为报德王，678年，建立北原小京（今韩国江原道原州），683年，新罗神文王“征报德王安胜为苏判，赐姓金氏，留京都，赐甲第良田”，报德国就此灭亡。

## 妻子
- 金氏，新罗文武王将妹妹嫁给安舜，号为报德国大夫人

### 引用
1. ↑  《新唐书·高麗传》作“藏外孙安舜”
《三国史记·新羅本紀》作“高句麗大臣淵淨土之子安勝”
《三国史记·高句麗本紀》将安舜、安胜写成两人，安舜事迹与《新羅本紀》之安胜、《新唐书·高麗传》相同，安胜为宝藏王庶子：
“总章二年，己巳二月，王之庶子安勝，率四千餘戶，投新羅。”
“咸亨元年庚午歲，夏四月，劒牟岑欲興復國家，叛唐，立王外孫安舜（『羅紀』作勝）爲主。”
2. ↑  《三国史记卷六·新羅本紀六·文武王十年》
3. ↑  《三国史记卷七·新羅本紀七·文武王十四年》
4. ↑  《三国史记卷七·新羅本紀七·文武王十八年》
5. ↑  《三国史记卷八·新羅本紀八·神文王三年》

### 书籍
- 《新唐书》
- 《三国史记》